# I Just Can’t Stop Loving You
I Just Can’t Stop Loving You – duet wokalny pomiędzy Michaelem Jacksonem a Siedah Garrett, singel z albumu Bad z 1987 roku, wydany w lipcu tego samego roku. Singel stał się pierwszym numerem jeden spośród następnych czterech singli, które dotarły do tego samego miejsca. Utwór nie doczekał się teledysku. W pierwszej wersji płyty zarówno winylowej, jak i CD utwór zawierał mówione intro z muzyką w tle. W późniejszych kompilacjach i remikasach zrezygnowano z tego.
Utwór wykonywany na żywo na trasach Bad World Tour, Dangerous World Tour, a także pojawił się w filmie This Is It.
Równocześnie nagrano hiszpańską wersję utworu zatytułowaną „Todo Mi Amor Eres Tu” oraz francuską „Je Ne Veux Pas La Fin De Nous”, ale zamieszczono je oficjalnie dopiero na edycji specjalnej albumu wydanej w 2012 roku.
W 2012 w ramach promocji 25 lecia płyty Bad, piosenka została ponownie wydana w postaci singla. CD zostało wydane 5 czerwca 2012, natomiast wersja analogowa ukazała się 26 czerwca 2012. Na krążku oprócz tytułowego utworu znalazło się także, wcześniej niewydane demo piosenki Don't Be Messin' 'Round.

## Pozycje na listach
I Just Can’t Stop Loving You” to pierwszy singel z albumu Jacksona Bad. Zadebiutował na miejscu 37 na Billboard Hot 100 8 sierpnia 1987, docierając do miejsca pierwszego 19 września 1987 roku.

## Lista utworów
Wydanie oryginalne
| 1. | „I Just Can’t Stop Loving You” | 4:23  |
|    |                                |       |
| 2. | „Baby Be Mine”                 | 4:12  |
|    |                                |       |
|    |                                | 08:35 |
|    |                                |       |
Bad 25
| 1. | „I Just Can’t Stop Loving You”  | 4:23  |
|    |                                 |       |
| 2. | „Don’t Be Messin’ 'Round (demo) | 4:19  |
|    |                                 |       |
|    |                                 | 08:42 |
|    |                                 |       |

## Informacje szczegółowe
- Słowa i muzyka: Michael Jackson
- Wokale: Michael Jackson i Siedah Garrett
- Bas: Nathan East
- Perkusja: N’dugu Chancler
- Gitara: Dan Huff
- Instrumenty perkusyjne: Paulinho Da Costa
- Fortepian: John Barnes
- Synclavier: Christopher Currell
- Syntezatory: David Paich i Greg Phillinganes
- Programowanie syntezatorów: Steve Porcaro
- Aranżacja rytmiczna: Quincy Jones
- Aranżacja syntezatorów: David Paich i Quincy Jones
- Aranżacja wokalna: Michael Jackson i John Barnes